# Élias de Saint-Yrieix
Élias de Saint-Yrieix (* in Saint-Yrieix-la-Perche; † 1367) war ein französischer Benediktinerabt, päpstlicher Jurist, Bischof und Kardinal.

## Leben
Élias wurde in Saint-Yrieix-la-Perche, südlich von Limoges (Poitou), geboren. Er hatte einen Neffen, John of S. Aredio (Yrieix). Er war auch ein Blutsverwandter von Bernard de Castris, dem päpstlichen Marschall der Romandiola.
Cardella gab an, dass Élias Doktor des Kirchenrechts war. Er war von etwa 1329 bis 1335 Abt der Benediktinerabtei Saint Maixent. Am 13. Juni 1335 wurde er von Papst Benedikt XII. zum Abt der Abtei Saint-Florent de Saumur in Saumur ernannt. Er hatte das Amt des Auditor literarum contradictarum in der päpstlichen Kanzlei in Avignon inne.

### Bischof
Am 5. September 1344 wurde er von Papst Innozenz VI. zum Bischof von Uzès ernannt. Im November 1351 nahm er an einem Provinzialkonzil in Béziers teil, das von Pierre de la Jugié, Erzbischof von Narbonne, abgehalten wurde. Am 1. September 1351 wurden er und der Bischof von Carpentras damit beauftragt, Untersuchungen für eine mögliche Heiligsprechung von Elzearius de Sabrano durchzuführen.

### Kardinal
Im Konsistorium vom 23. Dezember 1356 ernannte Papst Innozenz VI. ihn zum Kardinalpriester von Stefano al Monte Celio. Um den 3. April 1363 wurde Kardinal Élias von S. Stefano die Dompropstei der Kathedrale zu Mainz verliehen.
Kurz nach dem 10. Mai 1363 ernannte Papst Urban V. ihn zum Kardinalbischof von Ostia und Kardinaldekan. 1357 war er einer von mehreren Kardinalrichtern im Fall von Richardus Armachanus. Der Papst ernannte ihn auch zum Richter im Rechtsstreit zwischen dem Domkapitel von Paris und dem Kapitel der Stiftskirche S. Benoît.
Am oder kurz vor dem 4. März 1365 verzichtete Bischof Hélias von Ostia auf die Pfründe des Priors der Benediktinerkirche von Ispaniaco (Bistum Mende). Am 28. Februar 1366 verlieh ihm Papst Urban V. (1362–1370) die Propstei von Wydoy bei Limburg im Bistum Lüttich.
Nach seinem Tod am 10. Mai 1367 wurde er in der Kathedrale S. Marie de Domps in Avignon beigesetzt.